# I tre moschettieri ciechi
I tre moschettieri ciechi (Three Blind Mouseketeers) è un film del 1936 diretto da David Hand. È un cortometraggio d'animazione della serie Sinfonie allegre, distribuito negli Stati Uniti dalla United Artists il 26 settembre 1936. Pur non essendo basato su un soggetto preciso, il film prende ispirazione dalla filastrocca popolare "Three Blind Mice" e dal romanzo di Alexandre Dumas I tre moschettieri. Questo cortometraggio segna il primo utilizzo da parte della Disney dell'ombreggiatore, un dispositivo che consiste nell'esporre alla luce dei volumi trasparenti (gas, liquido, vetro) al fine di recuperare l'ombra delle diffrazioni e disegnarle; l'uso di questa tecnica nell'animazione aumenta il realismo.

## Trama

I protagonisti del film

In una casa, il guardiano Capitan Gatto prepara varie trappole per uccidere i tre topi ciechi (di diversa statura e stazza) che tentano sempre di rubare il cibo dalla sala dei banchetti. I tre roditori, però, sono travestiti da moschettieri (con tanto di spade) e agiscono all'insegna del motto "uno per tutti, tutti per uno" per superare il loro handicap fisico. Una volta addormentatosi il loro nemico giurato, i topi escono dalla tana e iniziano a raccogliere formaggio e altre cibarie, evitando le trappole in modo del tutto fortuito. Quando però stappano tre bottiglie di spumante, i tappi arrivano in faccia a Capitan Gatto che si risveglia. Dopo un breve inseguimento, il gatto riesce a bloccare uno dei topi. Quest'ultimo inizia allora a urlare il motto dei moschettieri riflettendosi su una gran quantità di bottiglie. Credendo di essere circondato da topi, Capitan Gatto fugge terrorizzato dalla casa, cadendo in tutte le trappole che aveva preparato per i suoi nemici.

## Distribuzione

### Edizione italiana
Il corto fu distribuito in Italia nel 1939 in lingua originale. Fu doppiato dalla Effe Elle Due sotto la direzione di Franco Latini per l'inclusione nella VHS C'era una volta un topo, uscita nel marzo 1986. Il corto fu poi ridoppiato dal Gruppo Trenta nel 1990 per l'inserimento della riedizione della VHS Pippo, Pluto, Paperino Supershow; in entrambi i casi non furono doppiate le canzoni. Nel 1994, per l'inclusione nella VHS VideoParade vol. 18, il corto fu nuovamente ridoppiato, completo di canzoni, dalla Angriservices Edizioni. Tale doppiaggio fu da allora in poi usato nelle varie successive occasioni. Non essendo stata registrata una colonna internazionale, in tutti e tre i doppiaggi nelle scene in cui i personaggi parlano la musica fu rimossa, mentre nel terzo doppiaggio le canzoni sono accompagnate da una versione sintetizzata della colonna sonora.

### Cinema
- Three Blind Mouseketeers (1939)[3]
- Pippo, Pluto, Paperino supershow (9 settembre 1973)[5][4][6]

### Edizioni home video

#### VHS
America del Nord
- The Disney Dream Factory: 1933-1938 (1985)

Italia
- Pippo, Pluto, Paperino Supershow (gennaio 1984)[6][10]
- C'era una volta un topo (marzo 1986)[7][11]
- Pippo, Pluto, Paperino Supershow (aprile 1990)[8]
- VideoParade n. 18 (giugno 1994)[9][12]
- I tre porcellini (marzo 2000)[13]
- Le fiabe volume 5: I tre porcellini e altre storie (gennaio 2003)[14]

#### DVD e Blu-ray Disc
Il cortometraggio fu distribuito per la prima volta in DVD-Video come contenuto speciale in quello de Le avventure di Bianca e Bernie (uscito in Italia il 5 dicembre 2001 e in America del Nord il 20 maggio 2003), e successivamente nel DVD I tre porcellini e altre storie, uscito in Italia il 20 maggio 2004 come quinto volume della collana Le fiabe.. In America del Nord è incluso anche nel secondo disco della raccolta More Silly Symphonies (uscita il 19 dicembre 2006 come parte della collana Walt Disney Treasures), nel DVD Three Little Pigs (uscito il 7 aprile 2009 come secondo volume della collana Walt Disney Animation Collection) e, sempre in definizione standard, nell'edizione Blu-ray Disc de Le avventure di Bianca e Bernie e Bianca e Bernie nella terra dei canguri (uscita il 21 agosto 2012).